# Tjetjener
Tjetjenerna (ryska: Чеченцы: Tjetjentsy, tjetjenska: Нохчий: Nochtjij) är den största inhemska etniska gruppen i Nordkaukasien. De bor till största delen i den ryska delrepubliken Tjetjenien, där de är i majoritet, men finns även i andra delar av Ryssland, särskilt i grannrepubliken Dagestan samt i Moskva. Det finns även tjetjenska befolkningsgrupper i Turkiet, Jordanien och Syrien. Deras språk, tjetjenskan, tillhör de nordöstkaukasiska språken. De flesta tjetjener är sunnimuslimer.
Tjetjenerna kallar sig Nochtji, vilket enligt en teori kommer av betydelsen "Noaks folk". Ordet "tjetjen" är den ryska benämning, vilken uppkom på 1600-talet, och troligen kan härledas till namnet på byn "Chechana". År 1991, när Tjetjenien utropade självständighet från Sovjetunionen, kallade de sig officiellt Nochtji och språket Nochtjijn mott.